# Karl Andritz
Karl Adolf „Schnucki“ Andritz (* 13. Mai 1914 in Fischamend; † 19. Dezember 1993) war ein österreichischer Fußballspieler auf der Position eines Verteidigers.

## Leben
Karl Andritz begann seine Karriere in der Jugendmannschaft des Brigittenauer AC und spielte sich 1931 in die Kampfmannschaft des Vereins. 1933 wechselte das damals erst 19-jährige Abwehrtalent zur Austria Wien und gehörte auch zur großen Austria-Mannschaft, die 1936 durch das Goldtor von Camillo Jerusalem im Finalspiel gegen Sparta Prag den Mitropacup, den Vorläufer des heutigen Europapokals, gewann.
Der Verteidiger wurde drei Mal ins österreichische Nationalteam einberufen, stets gemeinsam mit seinem Vereinskollegen, dem Wunderteamspieler Karl Sesta, mit dem er die Abwehr stellte. Sein Debüt feierte Andritz am 27. September 1936 in Budapest bei der 3:5-Niederlage der Österreicher gegen Ungarn. Den zweiten Einsatz bekam der Wiener erst wieder 1937 beim knappen 2:1-Erfolg in der Qualifikation zur Weltmeisterschaft 1938 gegen Lettland. Das Länderspiel am 10. Oktober 1937 gegen Ungarn (1:2-Heimniederlage) markierte bereits wieder das Ende seiner kurzen Karriere in der Nationalmannschaft. Andritz stand auch im nächsten und vorerst letzten Spiel Österreichs noch im Aufgebot, wurde jedoch nicht eingesetzt. Für die reichsdeutsche Auswahl fand Andritz (nach dem Anschluss Österreichs an das Dritte Reich) keine Berufung.
Nach dem Krieg spielte er bis 1947 noch bei der Wiener Austria. Als er danach keine Verwendung mehr in der höchsten österreichischen Spielklasse fand, wollte Andritz seine Karriere beim unterklassigen Sportklub Fischamend ausklingen lassen. Nach einem Wechsel zum niederösterreichischen Landesligisten SV Gloggnitz blühte der mittlerweile 35-Jährige nochmals auf und führte den kleinen Klub aus Gloggnitz in die neu gegründete Österreichische Fußball-Staatsliga. Nach diesem Erfolg beendete er 1949 endgültig seine Karriere und zog sich vom Fußball zurück.

## Stationen
- Brigittenauer AC (1931–1933)
- FK Austria Wien (1933–1947)
- ATSV Fischamend (1947–1949)
- SV Gloggnitz (1949)

## Erfolge
- 1 × Mitropacupsieger: 1936
- Österreichischer Cup: 1935
- 3 Länderspiele für die österreichische Fußballnationalmannschaft von 1936 bis 1937